# Українсько-фінські відносини
Українсько-фінські відносини — це двосторонні відносини між Україною та Фінляндією у галузі міжнародної політики, економіки, освіти, науки, культури тощо.

## Із варяг у греки
Регулярні контакти України з Фінляндією формуються з 9 ст. по Р. Х. — з утворенням стабільного торгового шляху «Із варяг у греки», який поєднав Київську державу із торговими факторіями вікінгів на території фінських племен суомі та хяме. З появою Рюриковичів на київському престолі та їх шведських військових дружин, вихідці з фіно-балтійських країн постійно перебувають на українському Подніпров'ї, беруть участь у військових походах князя Святослава на Візантію.
Князь Володимир проводив активну політику у фіно-балтських країнах, князь Ярослав Мудрий взагалі заснував у Естонії фортецю Юр'їв (Тарту), вістря якої було спрямовано на опанування водами Фінської затоки. Археологи відмічають факти переселень груп фіно-угорського населення Балтики в межі України, зокрема на притоки рр. Сула, Псел. У цих потоках були й предки сучасних фінів.

## Часи Гетьмана Івана Мазепи
Військовий союз України та Швеції, укладений 1708 року, призвів до фрагментарної активізації фіно-українських зв'язків. Мова про солдат армії короля Карла ХІІ, значну частину якої складали вихідці з Фінляндії (на цей час — володіння Шведського королівства). Частина фінського призову загинула під Полтавою у бою з військами московського князя Петра Романова.

## Фіни та українці— громадяни одної країни
Відомості про Фінляндію в Україні збільшувалися в геометричній прогресії після побудови на березі Фінської затоки фортеці Санкт-Петербург та входження Фінляндії до складу Російської імперії 1809. Відтак більшість української шляхти, літераторів, військових, що жили в Петербурзі XIX ст., мали особисті контакти з фінами, регулярно навідувалися до Великого князівства Фінляндського (М. Гоголь, Є. Гребінка, Т. Шевченко). Фіно-українські контакти утворювалися і на території російської Карелії, зокрема тут зробив перші переклади рун Калевали український поет Гнідич (це взагалі один із перших в історії перекладів фрагментів «Калевали», яка ще не була укладена Е. Леннрутом в окремий епічний твір).
Українці — випускники вищих навчальних закладів Санкт-Петербурга — прислужилися розвитку фінської науки. Так, Максим Антонович (1835, м. Білопілля, Україна — 1918), більше відомий як філософ-матеріаліст, провів ґрунтовне дослідження геол. будови Фінляндії та Карелії. Його праця «Льодовикова гіпотеза і льодовикові явища в Фінляндії і в Повенецькому повіті» (1876) стала класичною у природознавчій царині.
Зв'язки між українськими і фінськими діячами пожвавилися на поч. ХХ ст., зокрема Сергій Булгаков — брат відомого філософа Ніколая Булгакова — написав 1903 цілу поему з посвятою волелюбному фінському народові. У 1916 націоналісти обох країн взяли участь у конференції Союзу народів в Лозанні. У 1917 році на території Фінляндії почали діяти українські військові комітети, у Гельсінкі проведено низку демонстрацій під синьо-жовтими прапорами. Були встановлені українсько-фінські дипломатичні зв'язки, у Києві була опублікована брошура «Самостійна Фінляндія». Приязне ставлення уряду Фінляндії до українців визначалося давньою дружбою маршала Карла Маннергейма та Гетьмана України Павла Скоропадського, які підтримували взаємини аж до 1945.

## Міждержавні відносини у 1918—1922 роках

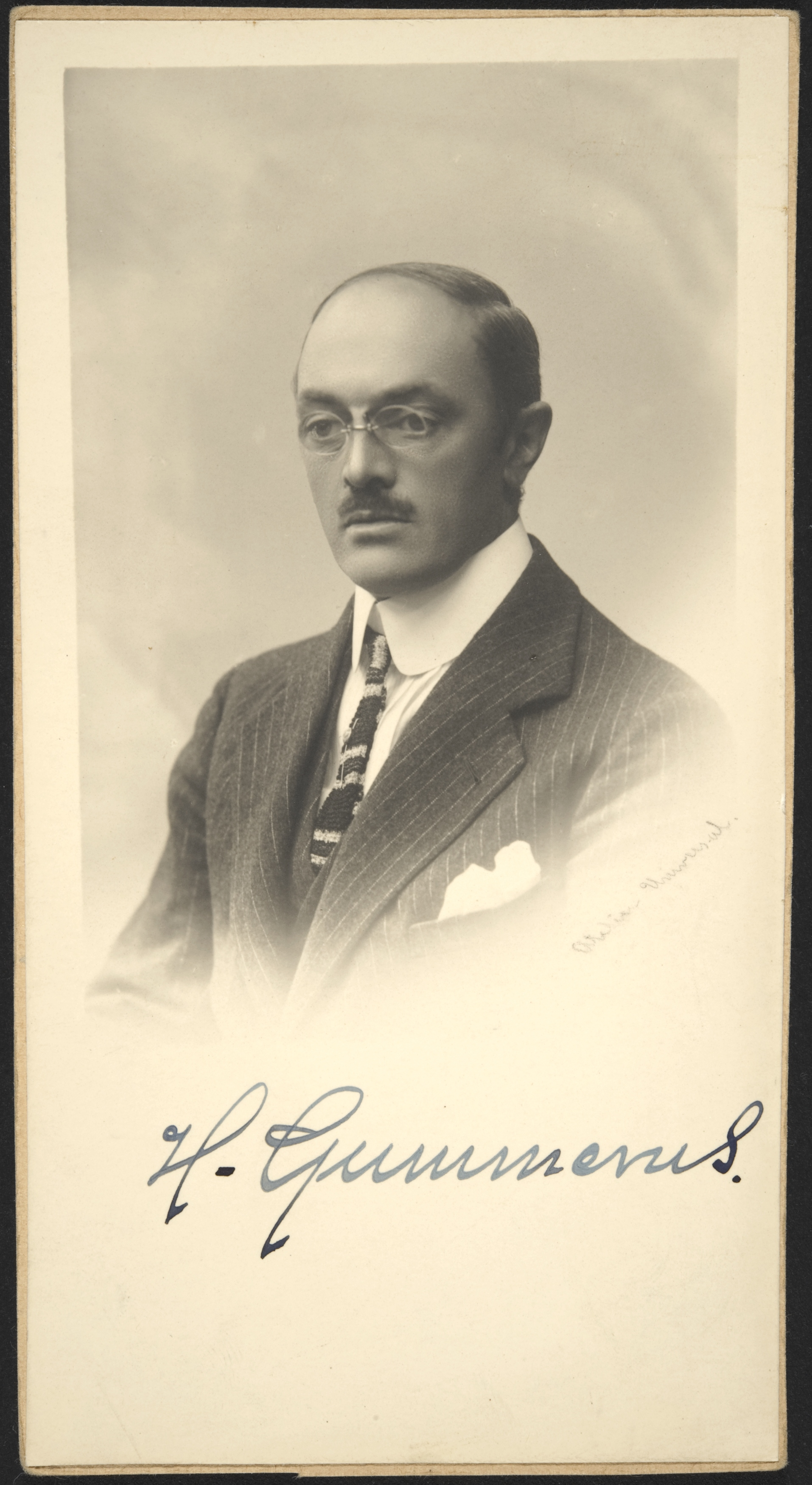
Герман Гуммерус — перший посол Фінляндії в Україні

Дипломатичні відносини між Українською Державою та Королівством Фінляндія були встановлені у 1918 році — у цьому році відбувся обмін посольствами (проте, з початку 1920-х років Українська Народна Республіка підтримувала відносини з Фінляндською Республікою через своє посольство у Берліні), 9 серпня були призначені фінські консули у Києві та Одесі. Держави взаємно визнали одна одну.
Держави були зацікавлені у економічній співпраці — Фінляндія була зацікавлена в отриманні з України хліба та цукру, а Україна — фінського паперу, але проти цього виступала Німеччина. Незважаючи на німецький супротив, після довгих перемовин, 30 вересня 1918 року сторонам вдалося укласти угоду щодо продажу «Товариством фінських паперових заводів» 1 000 000 пудів паперу в Україну, натомість Фінляндії надавалось право на закупівлю 350 000 пудів цукрового піску за ціною у 100 карбованців за пуд, причому перші чотири партії цукру мали бути відправлені до Фінляндії відразу після того, як фінське посольство отримає відомості про те, що відповідні партії паперу по 62 500 пудів вже завантажені для вивезення в Україну. Загальна сума угоди досягала 30 000 000 фінляндських марок, третина з яких мала бути сплачена Україною в якості авансу. Німецький уряд оцінив цю угоду як «недружю діяльність» і висунув умовою транспортування обумовлених товарів через зайняту німецькими військами Ригу поставку певної кількості вершкового масла з Фінляндії у Німеччину, що поставило «Паперову угоду» на грань зриву, а коли проблему все ж вдалося вирішити — поставки стали неможливими через відступ німецької армії (перша партія фінського паперу для України, вартістю близько 4 500 000 марок, залишилася у Ризі і в січні 1919 року була конфіскована більшовиками).
У рамках міждержавної співпраці у серпні 1920 року представники УНР та Фінляндії взяли участь у Булдурській конференції, за результатами якої були створені Рада уповноважених балтійських держав та Рада військових представників держав-учасниць.
Посли України у Фінляндії:
- Костянтин Лоський. Призначений 8 жовтня 1918 року. Вірчі грамоти були вручені регенту Фінляндії Перу Евінду Свінгувуду та голові Сенату Фінляндії Юго Паасіківі[5][6];
- Микола Залізняк. Призначений у 1919 році[7];
- Володимир Кедровський. Призначений у 1919 році, за сумісництвом посол у Латвії та Естонії[8].

Посли Фінляндії в Україні:
- Герман Гуммерус. Призначений 26 липня 1918 року[5][6].

Міждержавні угоди цього періоду:
- «Паперова угода» від 30 вересня 1918 року[6];
- Проект політичної конвенції між Польщею, Латвією, Литвою, Україною та Фінляндією за результатами Булдурської конференції від 31 серпня 1920 року[4] .

## Між двома Світовими війнами
У Ф. між двома світовими війнами існувала нечисленна українська громада, в житті якої брав участь учасник Визвольних змагань Юрій Горліс-Горський. У міжвоєнний період еміграція фіно-угорських народів Росії, що осіла в Фінляндії, разом з українцями брала участь у прометейському русі. 1942 — 1944 діяв Комітет допомоги українським полоненим та Українське Інформаційне Бюро під проводом члена ОУН (м) Б. Кентржинського, з військовополонених українців були сформовані підрозділи у складі фінських збройних сил. Офіційний представник Фінляндії (пан Песонен) був членом міжнародної експертної групи, яка досліджувала факти масових розстрілів мирного населення у Вінниці працівниками НКВД СРСР (1943). 

## Післявоєнні контакти
У часи М. Хрущова СРСР стимулював українсько-фінські культурні взаємини. 1954 Фінляндію відвідав український поет Павло Тичина, де мав зустріч із Президентом Юго Паасиківі. Поет залишив щоденникові записи про фінську мандрівку (частини надруковано у книзі «Павло Тичина. Із щоденникових записів», м. Київ, 1981, С.180-188). 1961 у Києві влаштовано виставку фінського мистецтва м. Тампере, згодом на честь цього міста названо вулицю у лівобережному районі столиці; подекуди відбувається обмін мистецькими ансамблями між Фінляндією й УРСР. Молодий український композитор-баяніст Володимир Зубицький бере участь у Міжнародному Конкурсі баяністів і акордеоністів в Гельсінкі (1975), де нагороджений «Coupe mondiale» IMC-UNESCO за виконання мініатюри-реквієму «Сім сльозин».
У бібліотеках Гельсінкі зберігаються цінні колекції українських дореволюційних видань.

## Спортивні контакти
Доленосну роль у спортивній кар'єрі 35-разового чемпіона світу Сергія Бубки відіграла Фінляндія. 1983 у Гельсінкі він стає чемпіоном світу із стрибків з жердиною. Напередодні розвалу СРСР до Фінляндії на роботу вирушили представники українського спорту. Зокрема, у двох футбольних клубах на посаді другого тренера працював легендарний футболіст київського «Динамо» Леонід Йосипович Буряк (1988-89 — Finlandia Kemin Pallotoverit-85, м. Кемі, 1990 — Finlandia VanPa Vantaa, м. Вантаа). Ще один вихованець київського «Динамо» — Віктор Баранов — пішов по «фінських стопах» Леоніда Буряка. Виступав за ФК «Конту», працював із фінськими дітьми, юніорами та юнаками.

## Українська громада в Фінляндії
Тепер у Фінляндії живе кількадесят родин українців, які об'єднані в Турку у товариства "Українці Фінляндії" та в Гельсінкі у Товариство українців у Фінляндії. Тут же працює професійний перекладач з фінської мови Юрій Зуб, який уклав перший фінсько-український словник загальновживаної лексики [Архівовано 3 травня 2016 у Wayback Machine.] на 23.000 статей. З 2016 року у Турку за підтримки товариства "Українці Фінляндії", на офіційних засадах, діє шкільний клас української мови. У вищих навчальних закладах Фінляндії сформувалася група вчених-україністів (зокрема, в Турку та Йоенсуу).

## Новий час

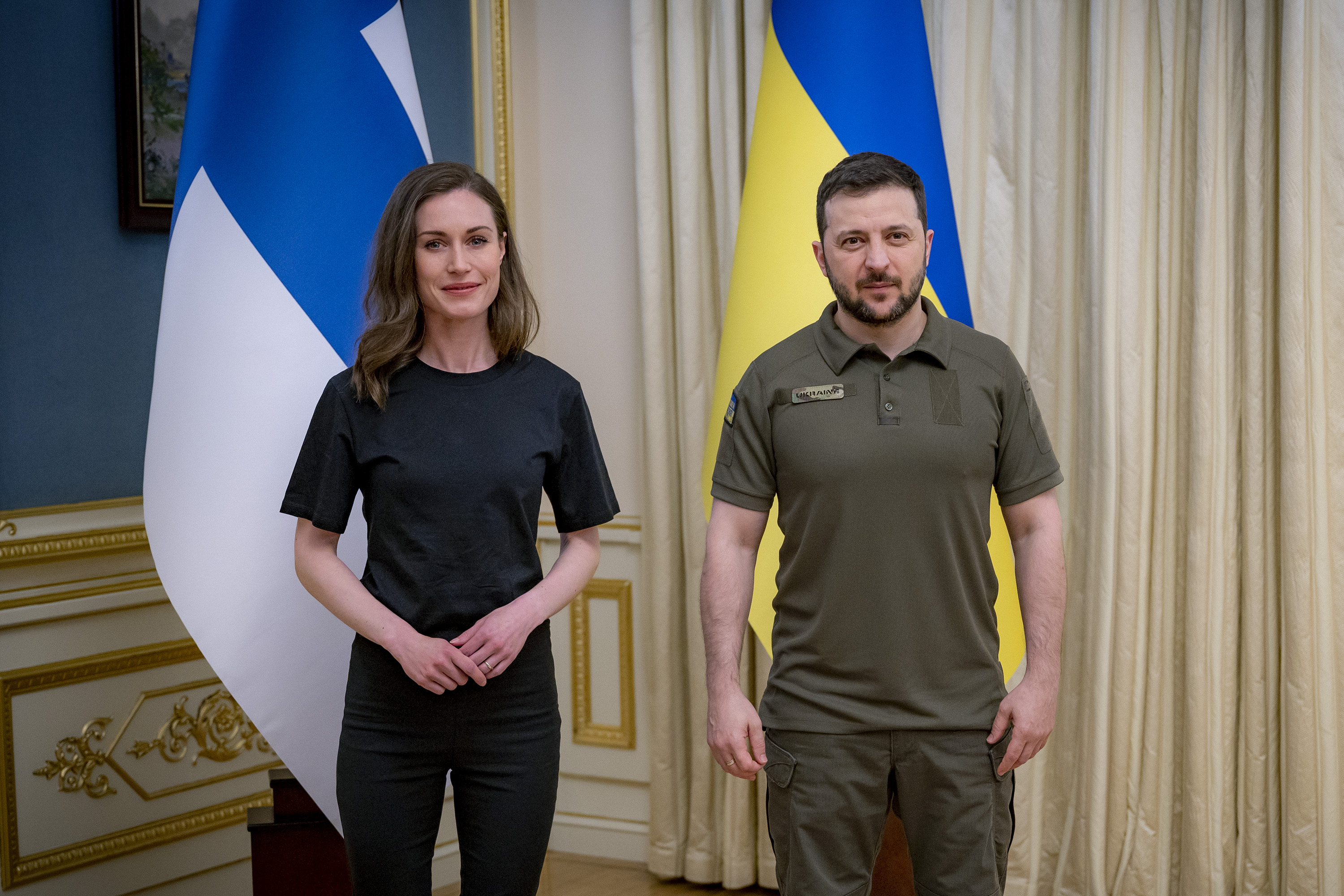
Прем'єр-міністр Фінляндії Санна Марін зустрілася з президентом України Володимиром Зеленським у Києві, 26 травня 2022 року

У 2000 — 2005 роках кафедра етнології та краєзнавства історичного факультету Київського національного університету імені Тараса Шевченка провела чотири українсько-фінські наукові симпозіуми, за результатами яких були видані збірники статей, опубліковано спогади про Україну першого посла Фінляндії Германа Ґуммеруса «Україна в переломні часи», фінський альбом графічних робіт художника-етнографа Юрія Павловича. Вагомий внесок у розвиток українсько-фінських наукових зв'язків роблять філолог Костянтин Тищенко, історик Віктор Володимирович Пилипенко, голова товариства «Україна-Фінляндія» Борис Архипович Циганок.
2004 — Фінляндія нагородила Орденом Білої Троянди В.Пилипенка, 2005 — К.Тищенка, Б.Циганка, 2006 — Президента України В. Ющенка.
У 2014 році було створено неурядову громадську організацію Українсько-скандинавський центр, метою якої є сприяння розвитку відносин між Україною та нордичними країнами в культурній, освітній та соціальній сферах. З 2017 року організація займається викладанням фінської мови, а також проводить події присвячені Фінляндії.

## Дипломатичні відносини
Послом Фінляндії в Україні є Ар'я Макконен, України в Фінляндії — Олефіров Андрій Володимирович.